# Moulin du Vanneau
Le moulin du Vanneau ou ferme du Vanneau est un écomusée consacré à la vie rurale en Puisaye et une ferme pédagogique. Le site est situé sur la commune de Saints-en-Puisaye dans l'Yonne. Il est installé autour d'un moulin à eau (toujours en activité) alimenté par le Branlin.
Le moulin du Vanneau est desservi par le train Touristique de Puisaye-Forterre.

## Présentation
Le musée regroupe des collections relatives à la vie quotidienne et au travail des champs en Puisaye au début du XXe siècle. Une centaine d'animaux (porcs, poules, oies, chevaux, vaches, etc.) de la ferme sont élevés sur 43 hectares. Le moulin à eau, par "en dessus", du type à augets, est toujours en activité.
Annuellement depuis 1986, le moulin accueille Les moissons d'antan, circonstance festive du mois d'août, consistant à moissonner avec des outils d'autrefois.
Le 26 juin 2021, un cheval muni d'une calèche s'est emballé et a blessé un groupe d'enfants de maternelle qui visitaient la ferme ainsi que certains de leurs accompagnants. Le premier bilan s'établit ainsi : dix personnes blessées dont huit enfants, dont trois graves.

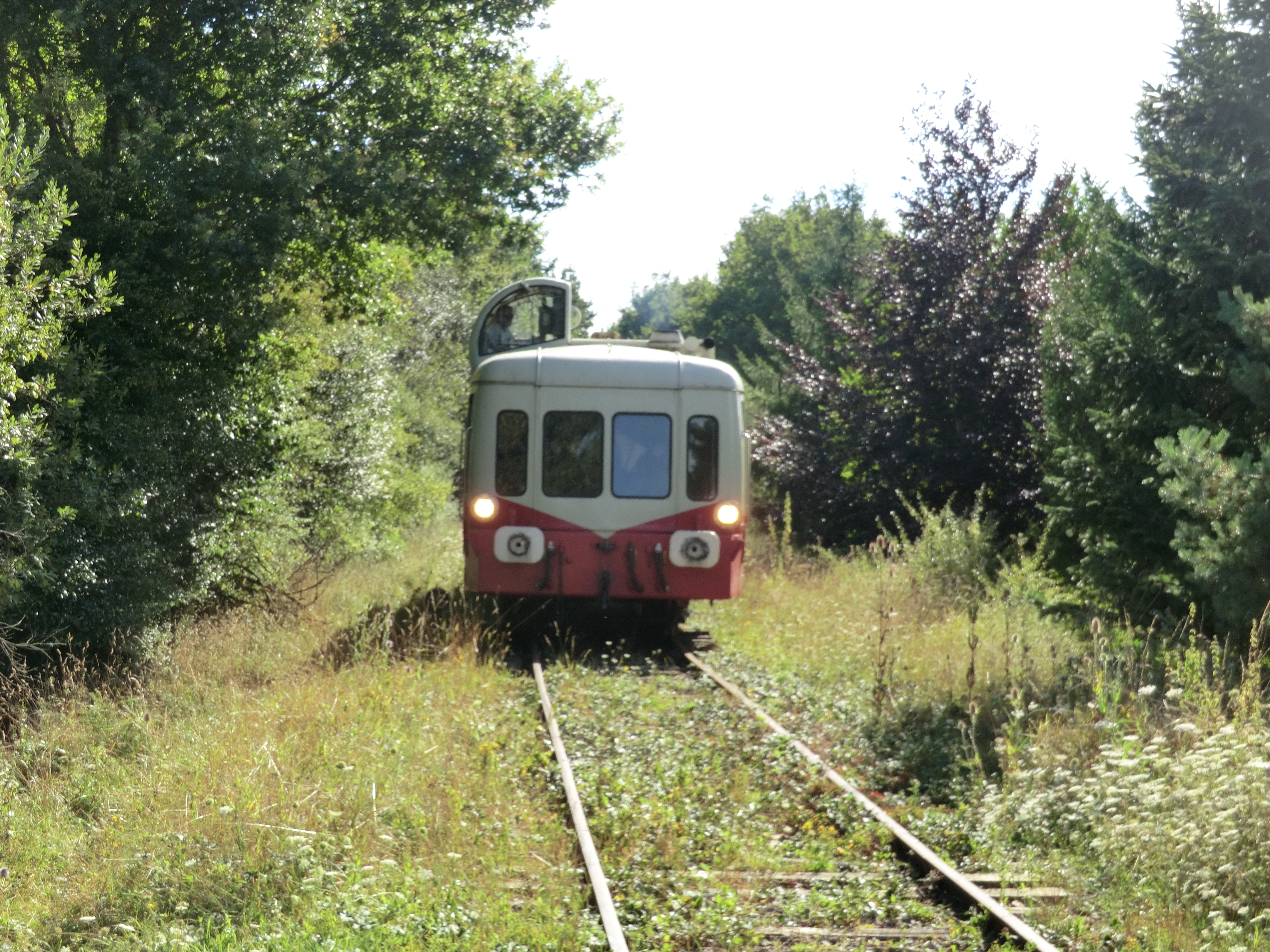
Le train touristique à l'arrivée au moulin du Vanneau.
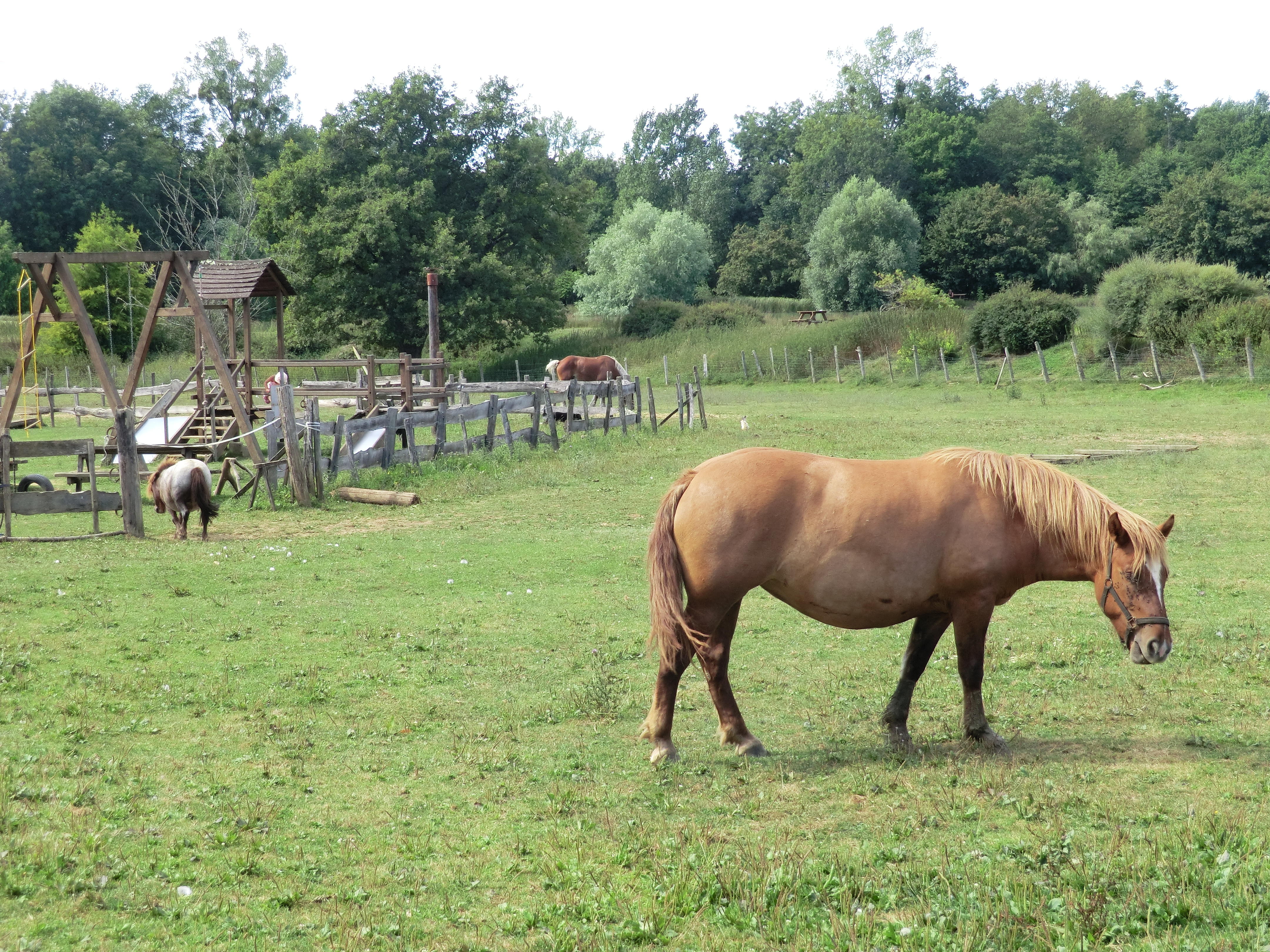
Cheval au moulin du Vanneau.
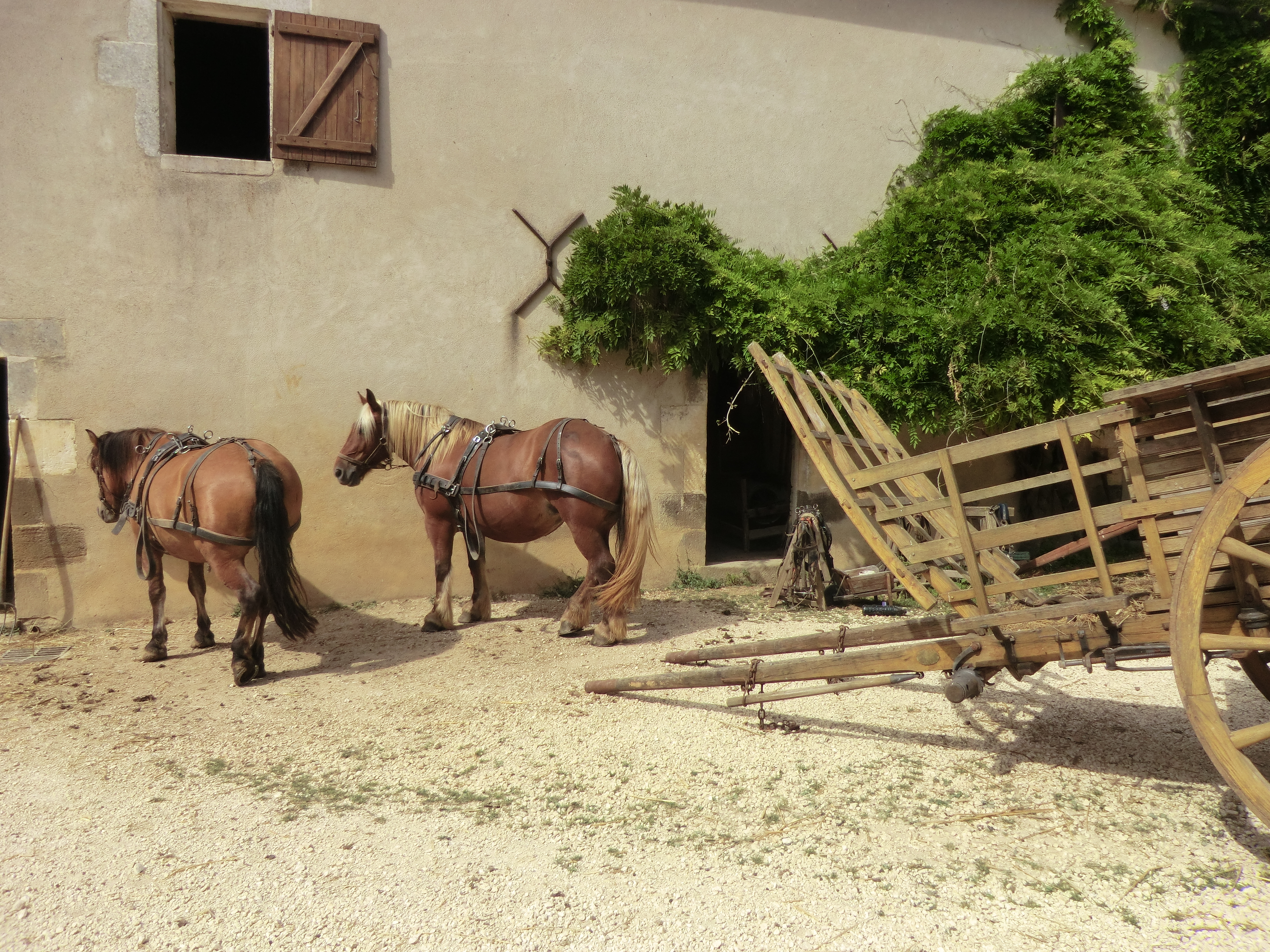
Poneys et charette.
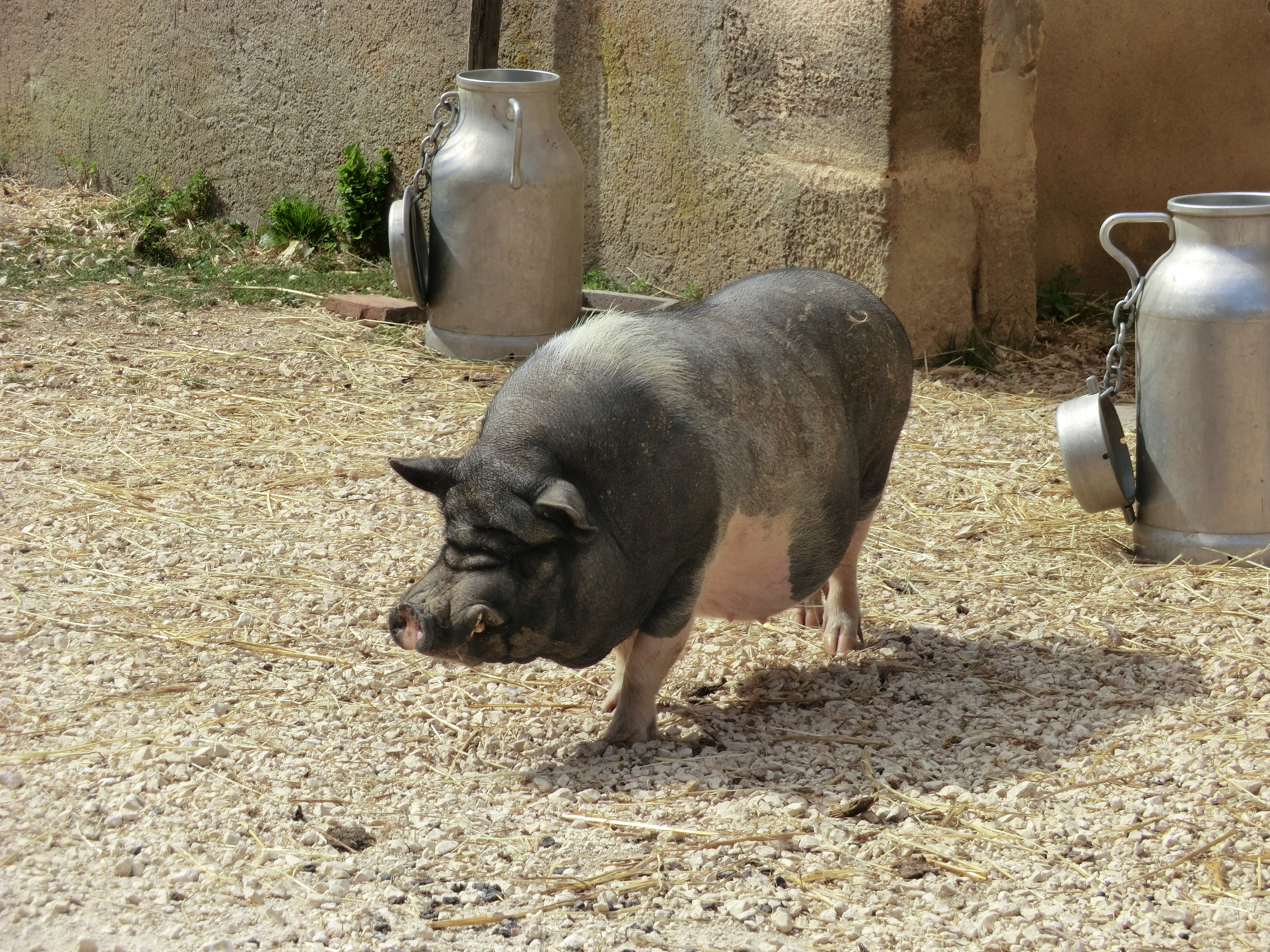
Cochon à la ferme du Vanneau.